# Denji Sentai Megaranger
Denji Sentai Megaranger (укр: Електромагнітний Загін Мегарейнджери) - двадцать-перший сезон популярного японсьского серіалу Супер Сентай. Його кадри були адаптовані для американської адаптації Могутні Рейнджери: В космосі. Сезон стилізований на тематику цифрових технологій та кібер вимірів. 

## Сюжет
Професор Ейкічі Кубота збирає команду з п'ятьох підлітків, включаючи молодого старшокласника Кенту Дате, щоб захистити Землю від вторгнення злої міжгалактичної імперії Неджіреджі. Секретна організація I.N.E.T. забезпечує Мегарейнджерів технологіями та спорядженням для боротьби з Неджіреджі. Імперію очолює Лікар Хінелар, колишня людина, Генерал Юганда, Генерал Шиболена, генерал Бібідеві і за ними стоїть загадковий Електро-Король Джавіус I. 
Протягом сезону Мегарейнджери стикаються з різними планами лиходіїв поневолення Землі, при цьому обговорюючи і вирішуючи свої власні підліткові проблеми. Доктор Хінелар прагне завоювати Землю, при цьому скидаючи Джавіуса і займаючи трон Неджіреджі. У кульмінації сезону розкривається, що Хінелар сам людина, який зрадила людство і колишній друг професора Куботи. У фіналі сезону Мегарейнджери втрачають свої таємниці особистості і сходяться з Хінеларом у їхній фінальній битві. 

## Персонажі

### Рейнджери
- Кента Дате - Красний Мегарейнджер. Є керівником групи. Роль грає Хаято Ошиба.
- Койчіро Ендо - Чорний Мегарейнджер. Роль грає Атсуши Ехара.
- Чісато Джогасакі - Жовтий Мегарейнджер. Роль грає Ері Танака.
- Шун Намікі - Синій Мегарейнджер. Роль грає Масайя Мацуказе.
- Міка Імамура - Рожевий Мегарейнджер. Роль грає Мені Хігашияма.
- Юуске Хайакава - Срібний Мегарейнджер. Роль грає Шигеру Канай.

### Союзники
- Професор Ейкічі Кубота - голова Айнета. Учитель та адміністратор Мегарейнджерів. Роль грає Сатору Сайто.
- Тачібана
- Шого Кавасакі
- Поп
- Ширлі

### Вороги
Неджіреджі - давня космічна міжпросторова імперія, що прийшла завоювати Землю. Їх король Джавіус I був убитий і узурпований Доктором Хінеларом. Всі члени Неджіреджі були впродовж сезону знищені Мегарейнджерами, а їхні плани щодо захоплення Землі зійшли нанівець. 
- Доктор Хінелар - володар та головнокомандувач Неджіреджі. Роль грає Тецуо Морішіта.
- Командир Юганда - головний генерал Неджіреджі. Озвучує Хіротака Судзуокі.
- Генерал Гуіралл - генерал Неджіреджі, посланник Джавіусом допомагати Хінелару. Роль озвучує Татцуюкі Джиннай.
- Генерал Шиболена - генерал Неджіреджі, створена Хінеларом як клон його помершої дочки. Роль грає Асамі Джо.
- Бібідеві - генерал який збільшує монстрів Неджіреджі. Роль озвучує Томоказу Секі.
- Монстри Неджире - воїни Неджіреджі.
- Псіхо-Неджилари - більш сильні монстри Неджіреджі.